# Compagnie russe de navigation et de commerce
La Compagnie russe de navigation et de commerce, en russe : Русское общество пароходства и торговли ou ROPiT, russe : РОПиТ, d'Odessa était l'une des plus grandes compagnies de paquebots de la Russie impériale. Elle fut créée en 1856 et cessa d'exister en 1918 en raison de la nationalisation après la révolution russe.
En 1858, l'entreprise avait obtenu un contrat de 24 ans pour l'utilisation du port de Villafranca Marittima, sur la Méditerranée avec le royaume de Sardaigne, elle opérait aussi le Chantier naval de Sébastopol.
De 1863 à 1914, tous les bureaux de poste russes de l'Empire ottoman étaient gérés par le ROPiT.
En 1901, elle possédait une flotte de 72 navires à vapeur. Le titre de société était coté à la Bourse de Saint-Pétersbourg.

## Source
Wikipédia anglais